# San Pauli
San Pauli (en alemán Sankt Pauli, abreviado St. Pauli; pronunciación: /zaŋkt ˈpaʊ̯li/ⓘ) es un barrio de la ciudad-estado de Hamburgo, Alemania. Ubicado en el distrito de Hamburg-Mitte, comenzó a desarrollarse a principios del siglo XVII y tiene una extensión de 2,6 km² y una población de cerca de 27 000 habitantes. Otra denominación para San Pauli es el Kiez.
Es uno de los barrios rojos más famosos de Europa y el centro de la vida nocturna de Hamburgo. Es un barrio muy cultural, donde han pasado artistas de todo tipo, desde actores a compositores, músicos, etc.

## Historia
El área donde esta el barrio fue anexionada por Hamburgo en el año 1247, conocida también como Hamburger Berg, dado que por entonces se trataba de la zona más elevada de la zona, situada al norte del río Elba. La orografía cambió durante guerra de los Treinta Años, debido a la extracción de arcilla y a la nivelación de los muros ordenada por el Senado de Hamburgo. Por aquella época la zona se encontraba en una zona de nadie poblada por unas 2000 personas a mitad de camino de Altona, por aquel entonces danesa, y el puerto del río Elba.
Esta situación explica como ya por aquel entonces San Pauli era una zona de ocio, donde se construyeron los primeros teatros de la zona o Spielbuden. También existía un barrio rojo donde acudían los marineros que desembarcaban.

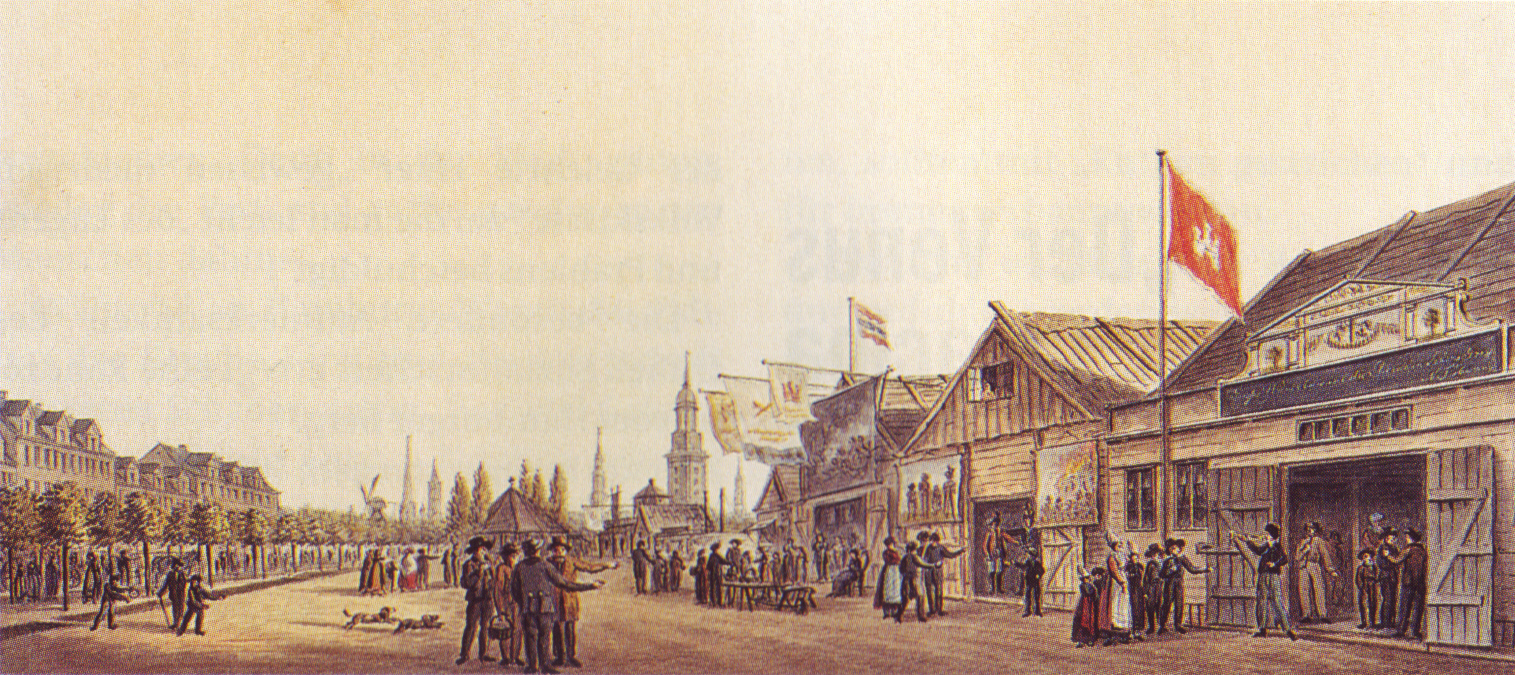
La Spielbudenplatz en 1800

Hasta el siglo XVII la zona estaba poco poblada y sus pobladores eran órdenes religiosas y bandas de piratas que navegaban por el río Elba, así como jornaleros, pescadores y pequeños artesanos que huían del alto coste que suponía vivir dentro de las murallas de Hamburgo. Una de las profesiones que más se ejercieron fue la de cordelero, dada la gran demanda existente en los barcos del puerto de la ciudad. Además, esta profesión requería de grandes espacios ya que mientras un cordelero aguantaba una rueda en la que era enrollado el cáñamo, el otro iba estirando y retorciendo. La huella dejada por dicha labor se puede ver en el nombre de una de las calles del barrio, Reeperbahn (el camino de cuerda).
Empezó su urbanización en 1864, al ser Altona anexionada a Prusia después de la guerra de los Ducados, lo que incrementó su demografía. En 1894 se censaron 72 000 habitantes. Pero fue a principios del siglo XX, con la construcción de varias fábricas, cuando St. Pauli se convirtió en un gran centro urbano.
Los accesos a este suburbio consistían en tres grandes puertas. La existencia de una de ellas denominada Milderdor o Middele-Thor, que luego dará nombre al estadio del FC Sankt Pauli, esta datada desde 1246. Años más tarde dicha puerta fue reubicada por el crecimiento del barrio. Desde esa misma puerta se cobraba una especie de fielato a las mercancías que entraban y salían de la ciudad.
Es a finales del siglo XVII cuando el Senado de Hamburgo ordena el traslado de hospicios y hospitales fuera de las murallas, y éstos son trasladados a St. Pauli. En 1762 la iglesia de San Pauli, levantada en 1682, fue totalmente destruida por el ejército danés durante un asalto que pretendía recaudar fondos para una inminente guerra contra el Imperio ruso. En el siglo XVIII volvió a ser reconstruida, pero en la guerra de la Sexta Coalición Napoleón ordenó a la Grande Armée que se la incendiara junto a todos los edificios, evitando así que pudieran refugiarse en ella los soldados enemigos.
A partir de 1833 la iglesia vuelve a ser reconstruida en su ubicación original, y es entonces cuando el barrio toma el nombre de dicha iglesia y ésta se convierte en todo un símbolo. Es desde ese momento cuando paulatinamente se empieza a disfrutar de avances como el gas y la luz en la zona. Por aquellos años experimenta un gran crecimiento debido a dos hechos: El «Gran incendio» y la creciente industrialización debida al puerto de Hamburgo, que provocaron el éxodo masivo a San Pauli. Se calcula que alrededor de unas 20 000 personas abandonaron Hamburgo para irse a vivir allí.

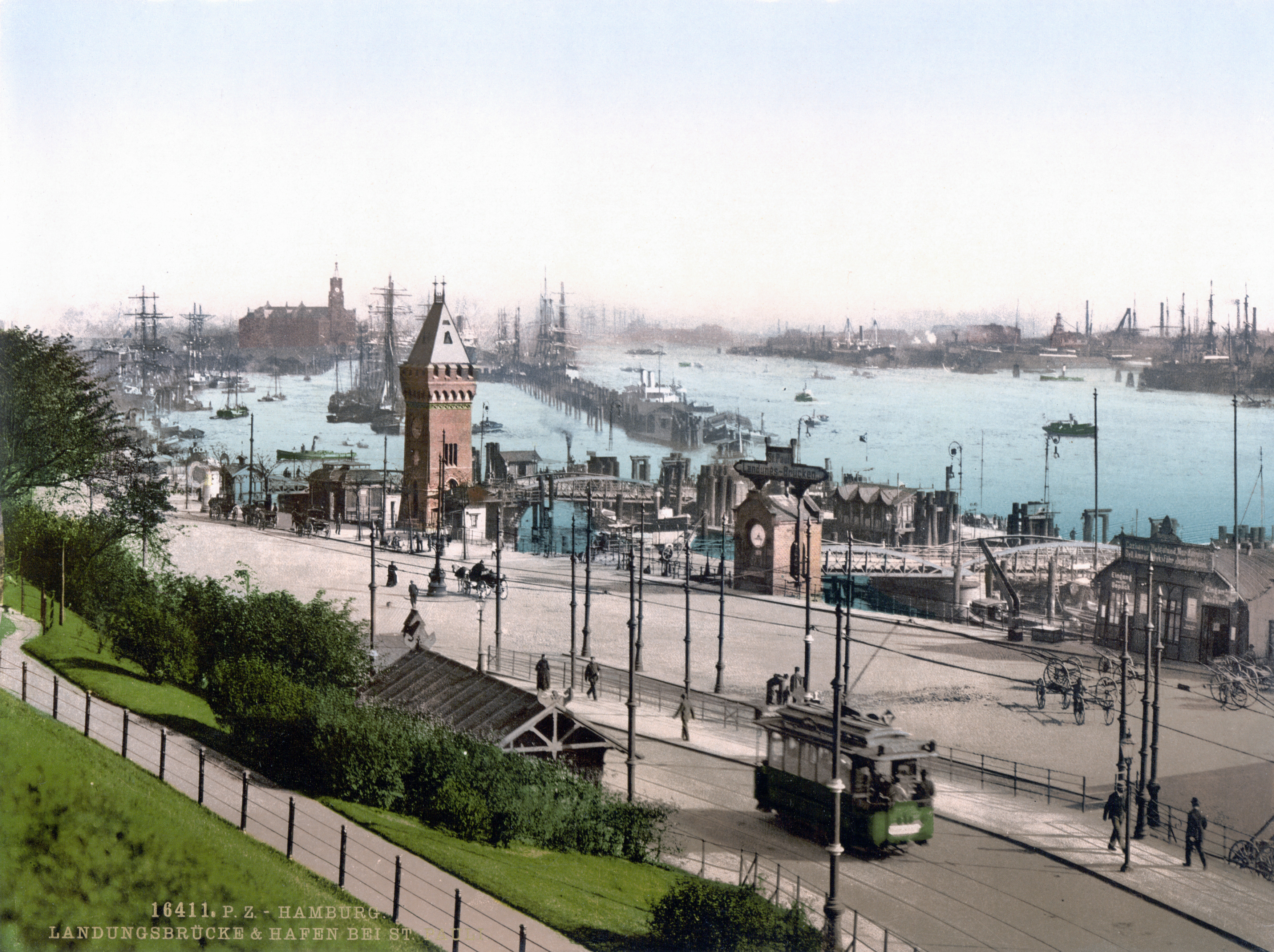
Embarcaderos en 1900

La superpoblación trajo consigo carencias de salubridad e higiene y transformó la estructura social, favoreciendo la aparición de teatros, prostíbulos, salones de música y salas de baile, convirtiendo al barrio en una zona de ocio. El aumento del número de habitantes hizo que el Senado de Hamburgo acordara definitivamente la apertura nocturna de la Milderdor, bajo el pago de 16 chelines, permitiendo así un mayor desarrollo de la actividad comercial. La apertura definitiva se produjo en 1861.
La mayoría de los recién llegados se instalaron en Reeperbahn y alrededor de la zona portuaria. Desde entonces, al abrigo del crecimiento industrial, algunos trabajadores siguiendo el ejemplo de Berlín o Leipzig crearon el Bildungsveiren für Arbeiter o Asociación para la Educación de los Trabajadores que unido a que la gran mayoría de personas que acababan de establecerse en el barrio eran trabajadores con la esperanza de conseguir un empleo relacionado con la actividad portuaria hizo que acabará definiendose el acento proletario del barrio.
Las obras de ampliación del puerto de Hamburgo llevaron consigo el derribo de miles de viviendas, que trajo consigo la emigración a guetos obreros o a compartir casa entre varias familias, lo que condujo a una masificación del barrio. Esta miseria llevó a una epidemia de cólera que causó unos 8000 muertos en 1892.
En el verano de 1923 se produjeron en el puerto de San Pauli diversas protestas laborales que degeneraron en revueltas violentas debido al paro y al precio de los productos básicos. A los enfrentamientos con las fuerzas del orden se sumaron diversos saqueos. Todo resultó ser un plan de Ernst Thälmann desoyendo las indicaciones del KPD. La represión fue durísima y las organizaciones comunistas de Hamburgo suspendidas, siendo ilegalizado el Partido el 23 de noviembre. Aquella década, a pesar de la bonanza económica, se caracterizó por la miseria y la precariedad de los vecinos debido a la hiperinflación y al crac del 29, pasando el puerto a tener de 28.000 trabajadores en 1923 a 12 500 una década más tarde.
En 1925, además de ofrecerse el primer estriptis, la policía descubre que en el barrio se traficaba con droga al decomisar 114 kilos de heroína. A partir de ese momento el barrio se convierte, junto al barrio londinense de Whitechapel, en uno de los más peligrosos de Europa.

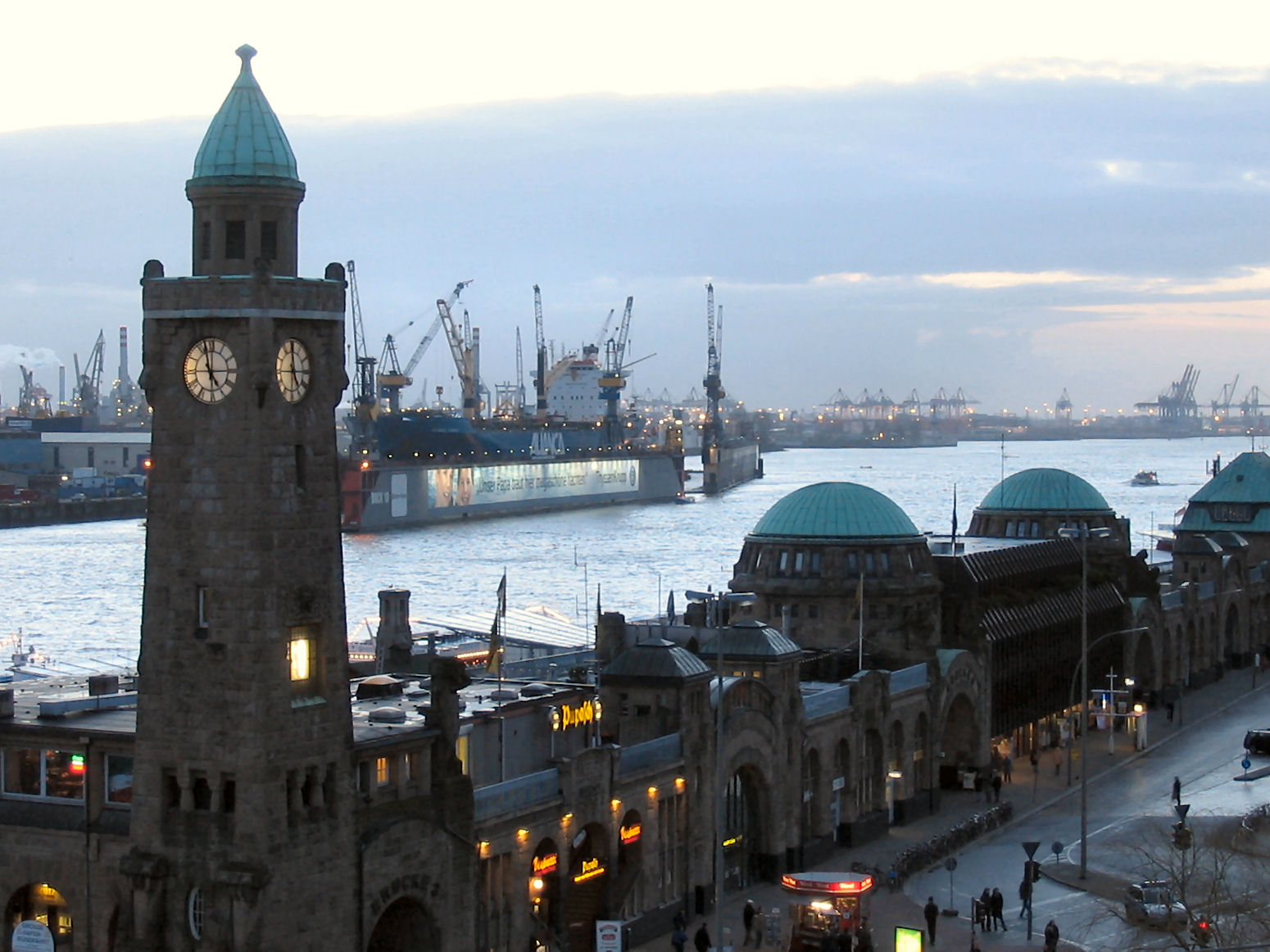
Muelle de St. Pauli y el puerto de Hamburgo

En la década de los años 30 años encontramos en el barrio un gran número de salas de baile donde se escuchaba Swing. El estilo de vida de los seguidores de este tipo de música era totalmente opuesto al de las Juventudes Hitlerianas, por lo que sufrieron un gran hostigamiento de las autoridades. De hecho el Senado prohibirá el swing en 1938, siendo detenidos los Swing Kids a partir de 1940 por la Gestapo e incluso llevados a campos de concentración, en los que llevaban un triángulo rojo para identificarlos como presos políticos, por anglófilos. El 28 de febrero de 1941 se celebró el último concierto en un local llamado despectivamente por las autoridades Judenaquarium (el Acuario Judío). Entre los locales más famosos de la época encontramos el Ballhaus Alcazar, Kaffehaus Dietrich Menke, el Café Mehrer entre otros.
El estallido de la Segunda Guerra Mundial hizo que no pudiera ser llevado a cabo lo que Karl Kaufmann llamó "Visiones para una nueva Hamburgo"
que incluían obras en el mercado de pescado y en la zona del puerto.

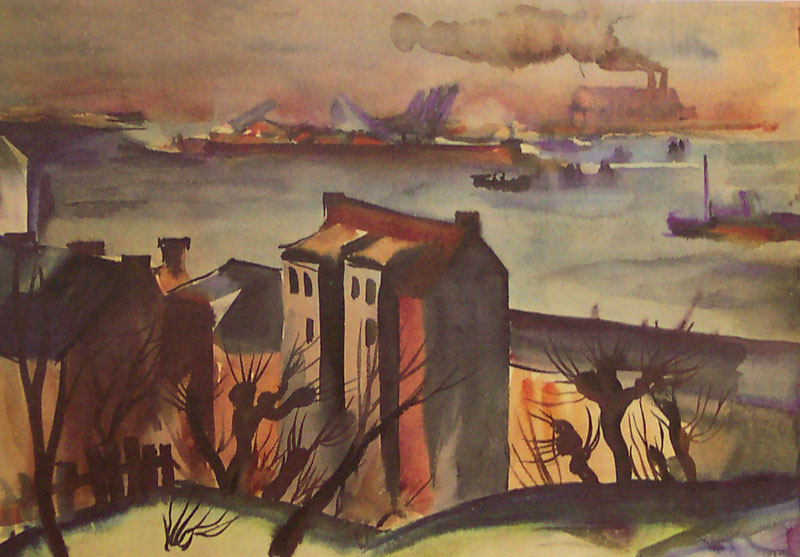
Elfriede Lohse-Wächtler:Vista sobre el puerto, hacia 1929, acuarela, 51 x 72,8 cm

Durante la guerra el puerto se convirtió en una zona estratégica pues en sus atarazanas se llevaban a cabo la construcción de submarinos y barcos destinados para las batallas. En este contexto surgen grupos de resistencia antinazis, formados por unos 300 combatientes que se organizaban en pequeños grupos. Estos combatientes contaban entre sus filas con extranjeros, independientes, políticos comunistas y socialdemócratas que se dedicaron al sabotaje, la ayuda a prisioneros soviéticos que trabajaban en la creación de búnkeres y a la distribución de propaganda antinazi. Uno de los más famosos fue el Comando Bästlein-Jacobs-Abshagen-Gruppe.

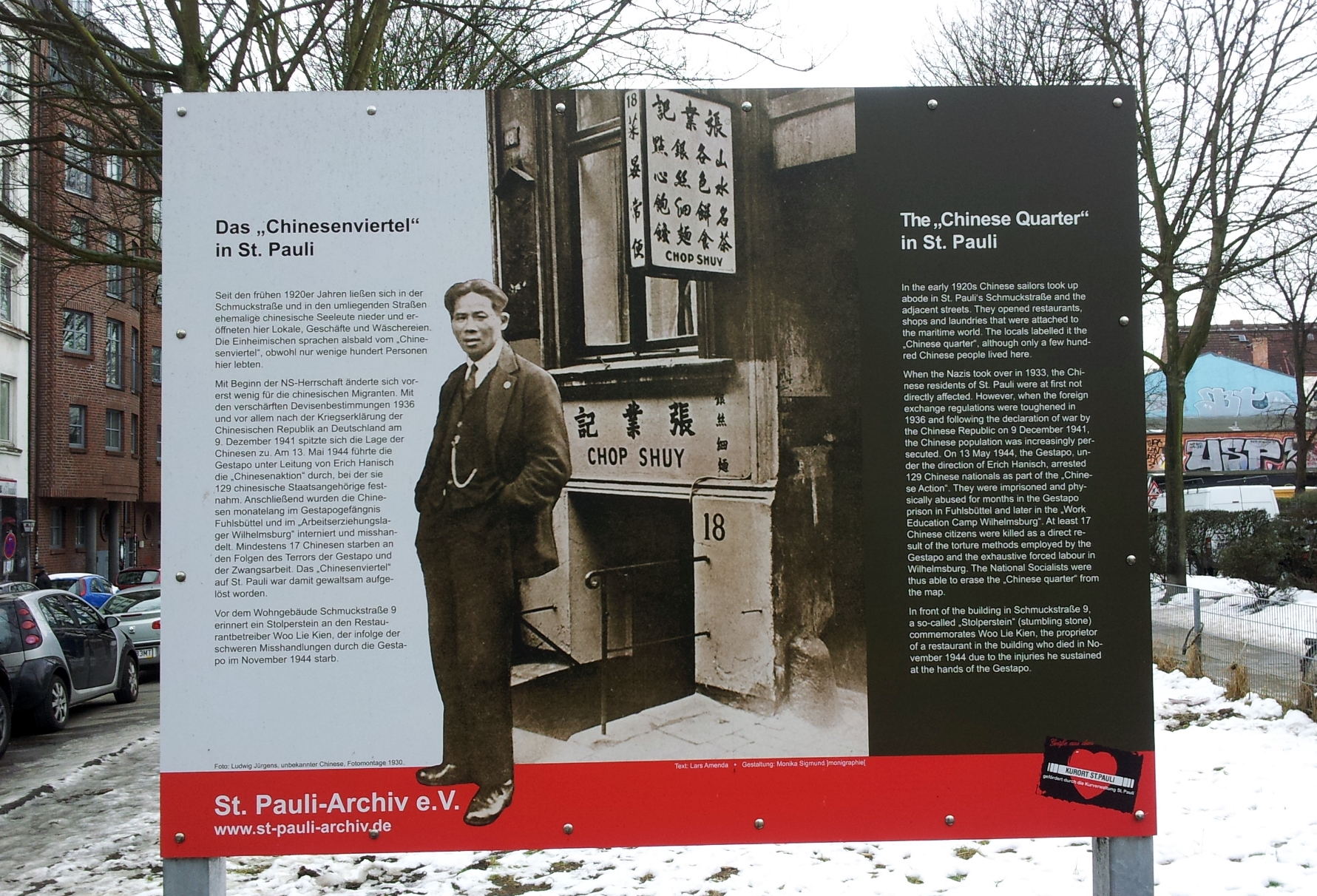
Placa en Schmuckstrasse que relata la historia de los barrios chinos en St. Pauli y su destrucción por la Gestapo en 1944

En 1942 se construyó en Heiligensgeistfeld, al lado de Feldstrasse, un gran búnker que hoy en día aún es visible, diseñado para acoger a unas 18 000 personas y un gran número de baterías antiaéreas. Pese a que Hamburgo fue una de las zonas más devastadas por la guerra debido a la Operación Gomorra, el barrio solo vio afectada una tercera parte de su superficie debido a que en la zona norte de San Pauli había dos torres antiaéreas.
Pese a que el curso de la guerra se estaba decantando a favor de los aliados, los nazis siguieron con la persecución de los que denominaban <<asociales>>. Con este término englobaban desde desempleados, prostitutas, enfermos, inválidos o personas con comportamientos sexuales irregulares. Según el régimen el 40 % del barrio entraba dentro de esa definición. Ya desde su llegada al poder, en tan solo un año hubo más de 650 denuncias por «perversiones contra natura». Cabe destacar el ataque que recibió la comunidad china, asentada en Hamburgo desde el siglo XVIII, cuando en mayo de 1944 se detuvo a 130 asiáticos que residían en Schuckstrasse con el pretexto de su vinculación con los fumaderos de opio en lo que se llamó Chineseaktion.
El 3 de mayo de 1945, tres días después del suicidio de Adolf Hitler, el general de la Luftwaffe Alwin Wolz se rindió, entregando el control de la ciudad al general de brigada británico Alwin David Spurling.
Gracias al milagro económico alemán, San Pauli volvió a resurgir y vivió su época dorada en las décadas de 1950 y 1960. Marineros y estibadores buscaban todo tipo de divertimento en el barrio debido a que las atarazanas volvían a funcionar al máximo rendimiento. "La milla del pecado", como era conocida Reeperbahn, se convirtió en el centro social y cultural, permitiéndose todo aquello que en otros lugares estaba prohibido. Eso explica que los negocios más prósperos fueran los burdeles, los clubs de stríptis y los pubs. De esta situación se aprovechó Willi Bartels, quien pasó de ser carnicero a ser conocido como el Rey de San Pauli por ser el pionero de lo que son hoy los prostíbulos modernos, como el Eros Center. Además el barrio se convirtió en el epicentro de la escena musical cuando en los años 50 hubo un auge de bandas de rock ´n´ roll británicas. El barrio pasó a ser no solo un centro de ocio para los hamburgueses, sino un lugar turístico para alemanes y escandinavos.
En la década de los años 60 hay un auge del delito en el barrio debido a la prostitución y la industria del espectáculo. Así pues existe una verdadera mafia, entre cuyos integrantes destaca el llamado El Padrino de St. Pauli, Wilfried "Frieda" Schulz que ya en la década de 1970 habrá construido un poderoso imperio y es respetado en la Reeperbahn como si fuera el alcalde del barrio. que pasó de ser mozo de almacén a convertirse en dueño y socio de varios hoteles y locales. En 1959 se hizo con el control del juego gracias a la ayuda de la mafia estadounidense. A pesar de tener buenas relaciones con los estamentos de Hamburgo fue juzgado más de una veintena de veces.Operó junto al cartel GMBH (Gerhard Glissmann, Michel Luchting, Walter Beatle Voelger y Harry Harald Voerthman) en una red de proxenetas, controles de Peep Show, restaurantes, etc. Junto a este cartel nos encontramos también a Tommy Karate Born al frente de la Nutella Bande y, por último, a la banda que a partir de la introducción de la cocaína en los años 80 obtuvo un mayor protagonismo: Das Chicago, con la cual surgieron otras.
Es pues a finales de la década de 1960 cuando el aumento de paro tras la quiebra de varias compañías navieras, el cierre de algunos lugares de ocio y el auge del crimen organizado hicieron de San Pauli el lugar con peor reputación de la Alemania Occidental.
Durante la década de 1980 se produce, debido a la reconversión de la industria naviera, la especulación inmobiliaria y la evolución de la industria del sexo, un hecho relevante en el barrio: los marineros y los obreros se ven prácticamente obligados a abandonar el barrio. Pero es la aparición del virus del sida, entre otros factores, lo que lleva al declive la vida del barrio. La epidemia se hizo latente en el cierre de burdeles. Unas prostitutas al quedarse sin trabajo acabaron suicidándose mientras otras murieron a causa del virus. La primera víctima de sida en el barrio está datada en octubre del 83, y en 1985 se contabilizaban más de 35 personas infectadas en todo Hamburgo.
De los 31 000 habitantes con los que contaba el San Pauli de 1970 se pasó a solo 21 000 en 15 años lo que, junto con las consecuencias de una gran recesión económica que dio lugar al abandono escolar, el paro juvenil y la escasez de vivienda y el nacimiento de numerosos movimientos contestatarios facilitó la aparición del Movimiento Squatter en San Pauli y con él la llegada de artistas, estudiantes y jóvenes con pocos recursos. Con el tiempo ese efecto de atracción de la comunidad bohemia y alternativa trajo consigo un ascenso en el precio de los alquileres que disparó el incremento de precios y un proceso de gentrificación.

### Movimiento okupa

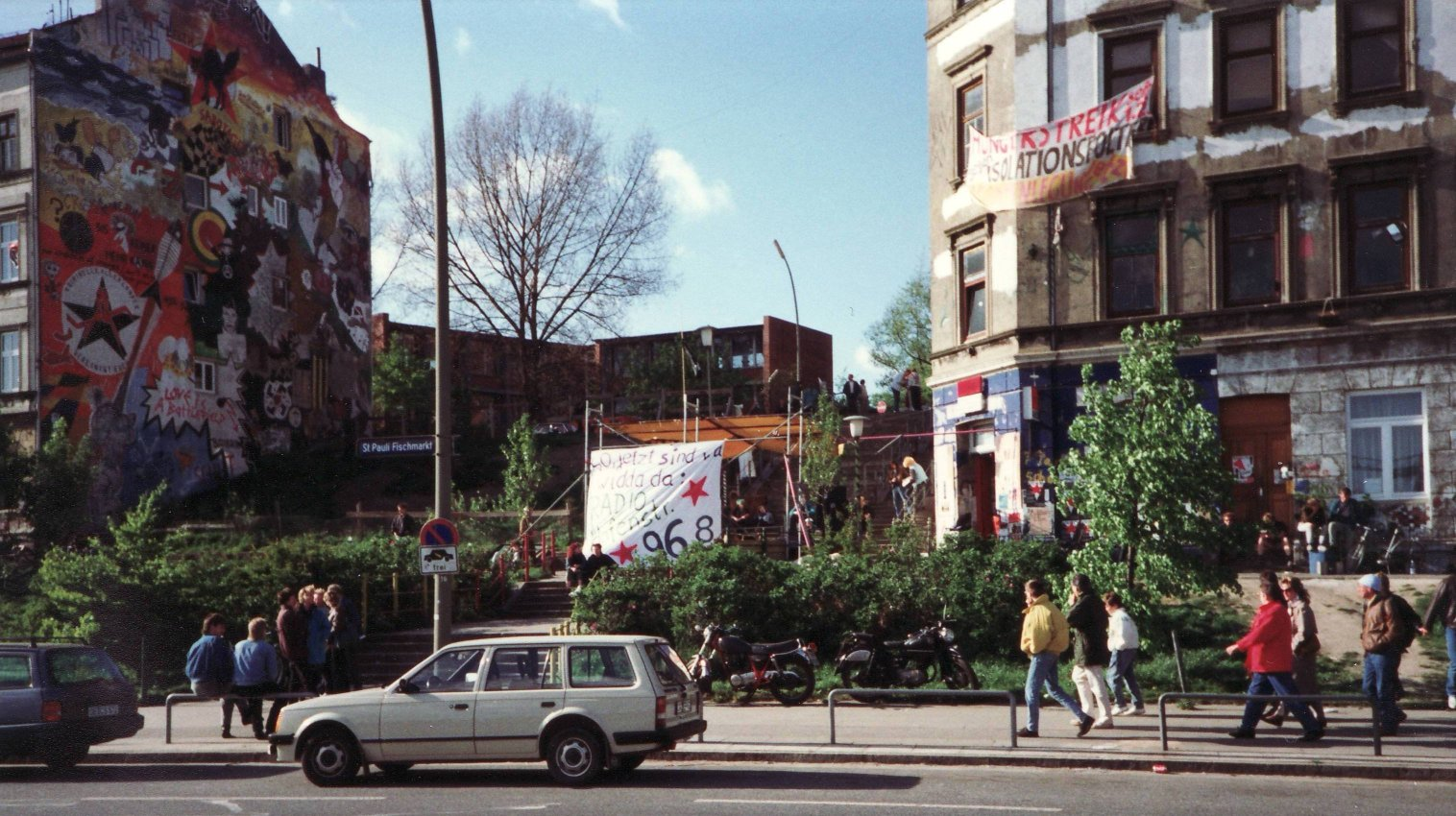
Dos casas okupadas en Hafenstrasse en 1989.

La primera okupación realizada en la ciudad hanseática se llevó a cabo en 1973 okupando el 39 de Ekhofstrasse, y se originó a partir de la protesta a la construcción de unas viviendas de lujo en un barrio del norte de la ciudad alemana. Dicho acto contó con numerosos apoyos en Hamburgo, y dio lugar a reuniones para discutir proyectos y acciones que pudiesen ejecutarse para la proyección del barrio. Obviamente esta okupación también tuvo problemas con las instituciones, que la criminalizaron acusándola de albergar delincuentes y la sometieron a un acoso policial que duró poco más de un mes, con lo que se convirtió un hecho crucial dentro del Movimiento Okupa en Hamburgo.
Al principio de la década de los 80 se okuparon ocho inmuebles de Hafenstrasse, convirtiendo dicha calle en símbolo de resistencia del movimiento autónomo alemán. Rápidamente, y con la proliferación del fenómeno okupa, surgieron comedores sociales, librerías independientes, galerías de arte, salas de concierto, teatros, cervecerías, etc.: cuando la zona volvió a ser asediada por la policía, el movimiento se manifestó e incluso recibió el apoyo de okupas de Dinamarca y Holanda. Dichos edificios eran propiedad del Ayuntamiento y estaban destinados a la creación de oficinas dentro de un plan urbanístico que conmemoraba los 800 años de vida del puerto hamburgués.. Se generó así una Outsiders' Society que se inspiraba en los movimientos autónomos italianos como Lotta Continua o Potere Operaio.
Las autoridades de Hamburgo, tratando que no ocurriera el mismo fenómeno que se estaba reproduciendo en Berlín, puso en marcha la «norma de las 24 horas» por la que no era posible la okupación de un inmueble por más tiempo, lo que mantuvo la ocupación en la clandestinidad. Los okupas intentaron regular su situación mediante lo que llamaron la "autonomía administrativa" que el Senado rechazó.
En 1982 el alcalde acuerda con los okupas la «Tregua de 1983» por la que se permitía residir en esas casas hasta 1986, si bien en 1985 las autoridades idearon un plan que incluía inspecciones y derribos de edificios en Hafenstrasse. Los vecinos de San Pauli respondieron a dichas acciones clavando un hacha de guerra en la puerta de la residencia del senador. Durante los meses siguientes, la campaña de acoso sobre las casas okupadas se intensificó e incluso entraron en juego las fuerzas especiales de la policía (MEK)
Fue así como San Pauli se convirtió en uno de los epicentros más importantes del movimiento autónomo de Alemania, pero a diferencia de Berlín, entre otras ciudades, los okupas de San Pauli procedían en su mayoría del lumpemproletariado. En Hafenstrasse se llevaron a cabo diversos protestas políticas de agitación como las de apoyo a los encarcelados de la RAF (Fracción del Ejército Rojo —de hecho se creía que algunos miembros se ocultaban en San Pauli—), y las movilizaciones contra el asesinato de un joven antifascista en Frankfurt. o lo que se denominó Hafentage o Días del Puerto, un encuentro entre todos los okupas de Alemania, que convirtió a San Pauli en un barrio internacionalmente conocido por el movimiento squatter. En ese mismo año, con ayuda de Die Grünen (Partido político de Los Verdes), se creó el Centro Störtebeker, que se convirtió en un sitio de encuentro antifascista.
En 1986, al finalizar la «Tregua de 1983», la situación se recrudece con las autoridades y los activistas locales y los okupas organizan el Initiative Hafenstrasse, que se dedica a repartir panfletos para incidir en la opinión pública. A finales del 86, cientos de policías se desplegaron en San Pauli para desalojar 13 casas de Hafenstrasse y fueron recibidos por los okupas, que lanzaron todo tipo de objetos desde los tejados. Una vez dentro de los edificios se lanzaron gases lacrimógenos por parte de la policía que a su vez tiraban los objetos de los okupas por las ventanas. Como respuesta a la intervención policial, los squatters crearon una Junta para llevar a cabo campañas para dar a conocer su realidad. Días después la policía desalojó un bar. La respuesta de la Junta fue una manifestación que acabó en una batalla campal. La manifestación hizo que se evitara por un tiempo los desalojos. Ese mismo año se crea el "Día Internacional de la Resistencia", que fue secundado por todos los movimientos okupas de Europa.

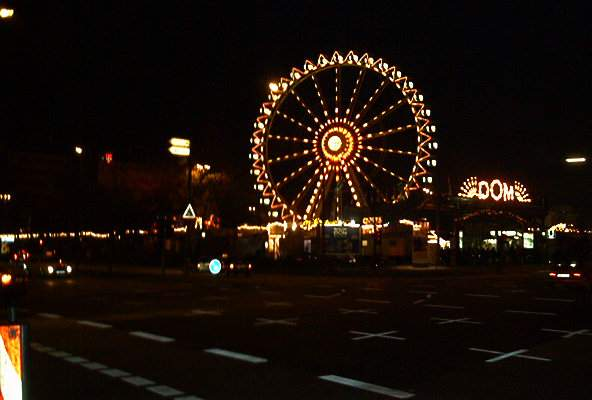
Recinto ferial del "Hamburger Dom".

En el verano del año siguiente vuelven a reokuparse los inmuebles que se desalojaron. El Senado intentó ofrecer unos contratos de alquiler cuyas condiciones fueron rechazadas de lleno por los okupas, y pidieron que el Senado renunciara a los edificios y a su demolición y que éstos fueran conectados a la red eléctrica. Dichos encontronazos acabaron en los Barricade Days, en los que los okupas levantaron barricadas alrededor del puerto y fueron movilizados 10 000 policías llegados de todo el país. En otoño de 1987, el Ayuntamiento llegó a un acuerdo con los squatters que consistía en elaborar «un contrato que otorgara a los residentes cierta seguridad ante posibles desalojos y persecuciones policiales».
En aquella época tenían incluso su propio club de fútbol, el FC Hafenstrasse que estaba formado por jóvenes punks, como Stevie, Raupe o Doc Mabuse que años más tarde proclamó haber sido quien introdujo en el estadio del FC Sankt Pauli la Jolly Roger, que antes decoraba un comedor social situado en Hafenstrasse inaugurado en 1982. Aquella bandera fue robada, aunque según otras fuentes compradas, en uno de los kioskos de la Feria de "Hamburger Dom"

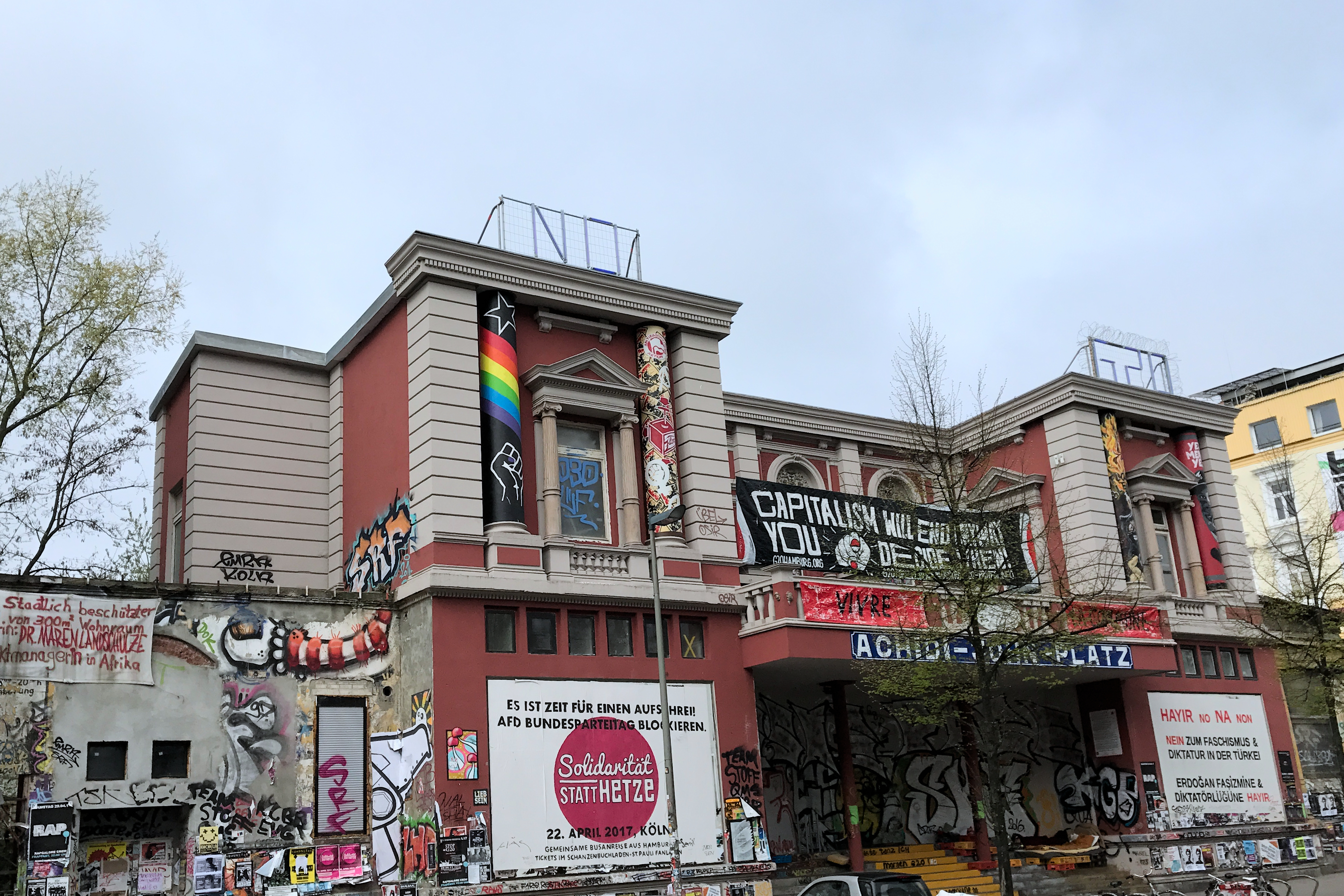
Rote Flora Abril en 2017

En 1989 es okupado uno de los edificios más emblemáticos de la ciudad hanseática, la Concerthaus Flora, donde se estuvieron representando obras de teatro hasta 1943 y fue uno de los pocos teatros que no fueron destruidos en la Segunda Guerra Mundial. Durante la década de los años cincuenta y sesenta fue una sala de cine con un aforo para 800 personas y unos grandes almacenes hasta finales de la década de los ochenta. Se proyectó acondicionarlo para hacer un teatro musical, pero los vecinos y el movimiento okupa de la zona llevaron a cabo acciones violentas para evitarlo. Al inicio de su okupación fue utilizado como centro cultural.
En 1990 las autoridades municipales dieron por terminado el contrato con los okupas alegando que en sus inmuebles se realizaban actividades ilegales. Dicha anulación de contrato fue ratificada a principios de 1991 por los tribunales, lo que originó una gran movilización en apoyo por los residentes que fue secundada por 3500 personas incluyendo jugadores del propio equipo del FC Sankt Pauli que, bajo el lema You´ll never walk alone, recorrieron las calles de San Pauli bajo la vigilancia de 1500 policías. El manifiesto terminaba de la siguiente manera:

«...Si existiese la posibilidad de mantener Hafenstrasse, aunque fuera pequeña, como la puntuación de nuestro FC Sant Pauli, sabemos que: ¡Los que luchan pueden perder, los que no luchan ya han perdido! FC Sant Pauli no retrocede y Hafenstrasse se mantiene. ¡Basta!»

A mitad de ese año se organizó por el movimiento okupa el festival "Viva San Pauli" con el objeto de recaudar dinero para poder pagar las deudas contraídas con los abogados que llevaron sus casos y por la imposición de multas recibidas. Dicho festival fue un gran éxito y acabaron recaudando más dinero del necesario. Ese dinero acabó destinado a la Iglesia Evangelista del barrio, que se solidarizó con su causa y llevaba un tiempo realizando trabajos sociales con los jóvenes del barrio. Pese al éxito del festival, no todo el movimiento okupa estuvo a favor de su celebración, entre ellos la Asamblea de Rote Flora, arguyendo que fue demasiado comercial.
En 2002, con una campaña electoral basada en el orden, la xenofobia y la seguridad, Ole von Beust accede a la alcaldía liderando una coalición de democristianos, liberales y una formación de la derecha populista llamada Partido de la Ofensiva de la Ley del Estado. Una de sus primeras propuestas fue el desalojo de un espacio ocupado por viejos vagones de tren, caravanas y el Wagenplatze Bambule, espacio que en los noventa era un lugar verde que alternaba un mercado ecológico con raves. Siguiendo la propuesta del alcalde, en noviembre se personaron 2000 policías que llegaron de diferentes puntos del país. Como consecuencia del desalojo de los vehículos se organizó una protesta solidaria que acabó con enfrentamientos. Durante los días siguientes se sucedieron manifestaciones que no contaban con el permiso del Ayuntamiento. Finalmente el alcalde accedió a ofrecerle a los desalojados un espacio alternativo.
A inicios de 2011 más de medio millar de vecinos, bajo el lema "Bring Back St. Pauli - Reclaim Your District" (Devolvednos St. Pauli - Reclama tu barrio), salieron a manifestarse por las calles del barrio en contra del proceso urbanístico y la gentrificación. Dentro del proceso urbanístico que estaba sufriendo el barrio se encontraban un gran número de oficinas, restaurantes y locales. Pero sobre todas estas construcciones destacaba la del Elbe Philarmonic Hall, un edificio que estaba destinado a ser una sala de conciertos que contaría con apartamentos de alto standing y un hotel, todo ello recubierto por paneles de vidrio. El edificio se empezó a construir en 2007 en la ribera del río dentro de HafenCity (la ciudad del puerto). El presupuesto inicial era de 100 millones de euros, y en 2016 ya ascendía a 800. A todo ello se sumaba que diversas multinacionales decidieron establecer su sede en la ciudad, lo que motivó que inmobiliarias de varios países se hicieran con edificios para alquilarlos a altos precios tanto en el barrio como en Altona.
Dos años más tarde ante la noticia de la demolición del centro social Rote Flora, símbolo de la izquierda alternativa y el movimiento alternativo de Hamburgo, se desarrolló una movilización a la que acudieron 7300 personas, armadas con banderas piratas que en lugar de tibias cruzadas tenían escobillas de baño, para evitar su desalojo y la reurbanización del edificio. También se evitó el desalojo de las llamadas Esso-Häuser, viviendas pertenecientes a la petrolera Esso, y se protestó contra el trato que recibían los refugiados expulsados de Italia y reubicados en Hamburgo, así como la política migratoria de la UE. Pese a ser una manifestación autorizada por el Ayuntamiento, a los pocos minutos de su comienzo la policía les bloqueó el paso, lo que provocó grandes disturbios que finalizaron con 117 agentes y 500 manifestantes heridos. En los disturbios se realizaron ataques a hoteles de lujo, a la comisaría de San Pauli y a dos bancos. Este hecho provocó que una semana después, el 28 de diciembre, se estableciera por primera vez desde su aprobación el estado de excepción en San Pauli, Sternschanze y Altona. Finalmente, las movilizaciones lograron parar la venta de Rote Flora.

## La vida nocturna

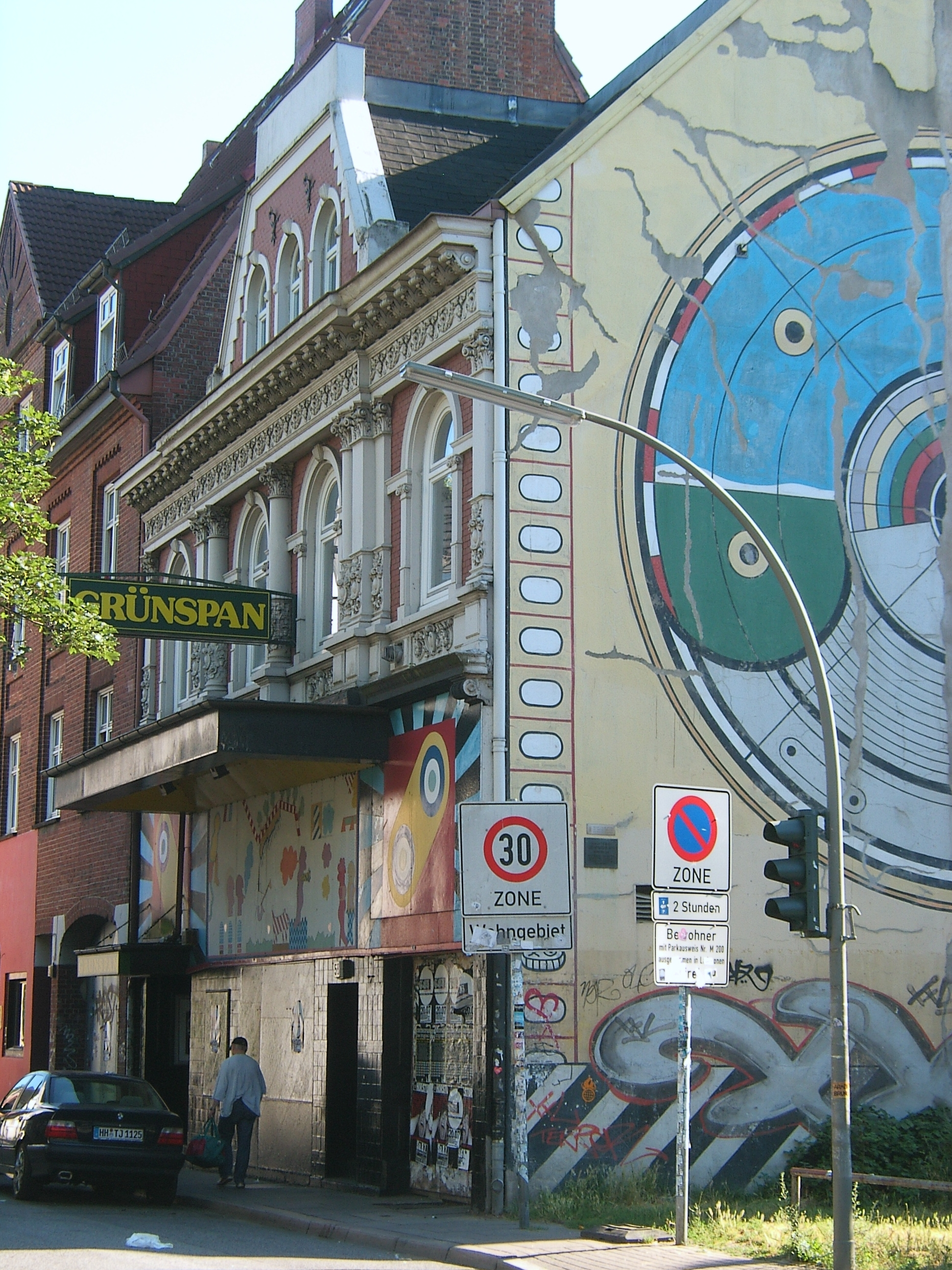
Hh-gruenspan

Sankt Pauli es el centro de la vida nocturna de Hamburgo y uno de los barrios rojos más famosos de Europa. Es especialmente célebre Reeperbahn, la calle principal del barrio. Otras calles conocidas son la Hafenstraße y la Herbertstraße, calle en la que se exhiben las prostitutas. 
En los locales cercanos a Reeperbahn fue donde comenzó a despegar la carrera musical de The Beatles que fueron descubiertos en el Star-Club de Hamburgo, local que cerró en 1969, que también tocaron en el Indra Club y el Top Ten. El Washington Bar también era muy conocido pero al igual que el Star-Club, ya no existe. Otros bares y cabarés famosos son el Gruenspan, die Grosse Freiheit Nummer 7, Zum Anker, Cafe Keese, das Pulverfass y die Ritze.
El Rote Flora acoge regularmente exposiciones de artistas de todo el mundo, fiestas y eventos culturales y también sirve como punto de encuentro para los movimientos de izquierda. Se financia principalmente a través de donaciones y fiestas, y ofrece una amplia gama de música alternativa como punk, reggae, ska, dub, drum 'n' bass, techno y goa trance.

## La vida cultural

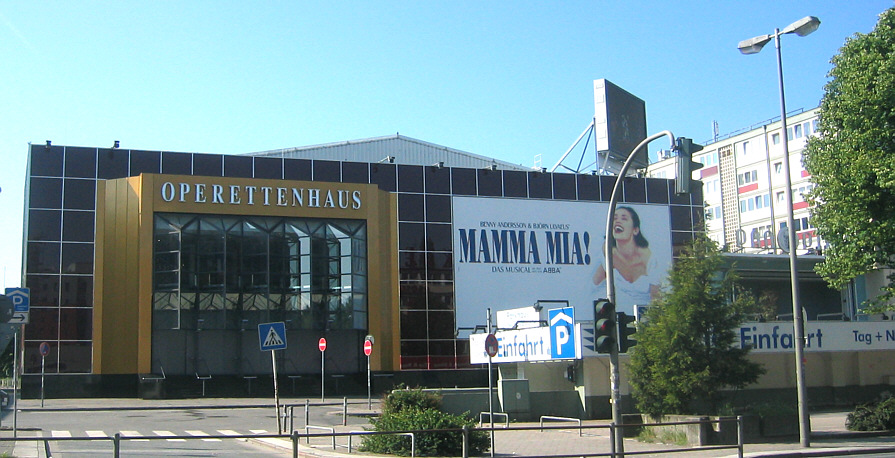
Hamburg Operettenhaus.

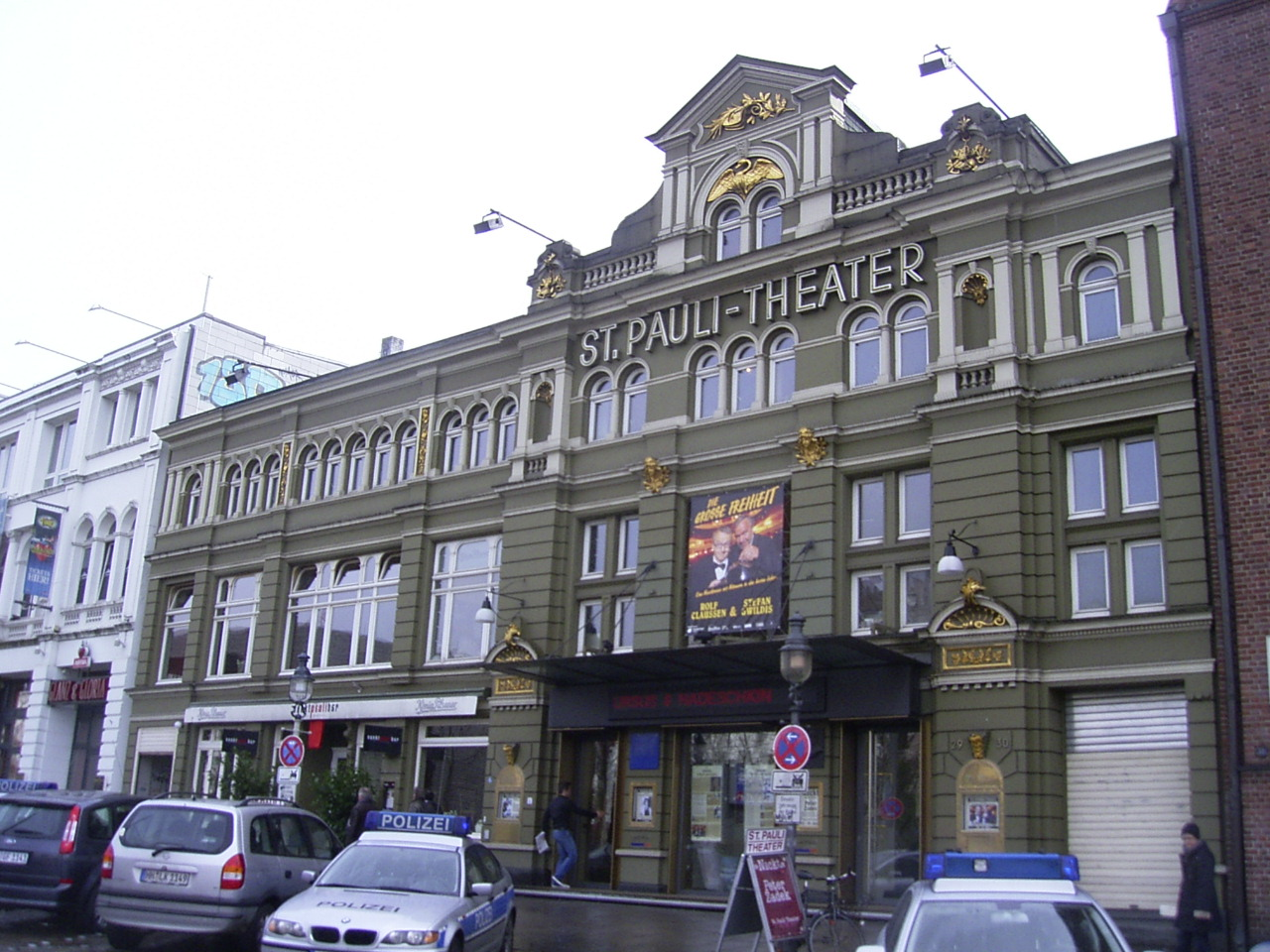
Sankt Pauli-Theater en la Spielbudenplatz.

No menos conocida en Alemania es la vida cultural del barrio de Sankt Pauli donde podemos encontrar teatros como el Sankt Pauli Theater, el Schmidt Theater, el Imperial Theater o el Teatron Karolinentheater en los cuales encontramos una gran variedad de obras. Aparte de los teatros, podemos disfrutar también de la opereta en el Operettenhaus donde se estrenó en alemán el musical Cats. Por allí pasaron artistas como Richard Tauber, Käthe Dorsch, Gustav Gründgens, Marika Rökk y Freddy Quinn. También está el famoso museo Sankt Pauli Museum donde se puede contemplar la historia del barrio. Aparte de los teatros también hay galerías de arte como el Erotic Art Museum. donde artistas como Udo Lindenberg exhiben sus obras.
En 2012, el periódico británico The Guardian incluyó a San Pauli en la lista de los cinco mejores sitios del mundo para vivir, junto al distrito de Cihangir, en Estambul; la costa norte de Maui, en Hawái; la ciudad de Santa Cruz de Tenerife, en España, y Portland, en el estado de Oregón (Estados Unidos).

## Sankt Pauli y sus personalidades
Sankt Pauli es un barrio multicultural donde conviven jóvenes que buscan ambiente, artistas, trabajadores y empresarios de todo tipo. Los personajes más conocidos de Sankt Pauli, aparte de los grandes grupos musicales, cantantes y actores que pasaron por allí, son:
| Persona                 | Profesión                                 |
| ----------------------- | ----------------------------------------- |
| Ernst Thälmann          | político                                  |
| Hans Albers             | cantante, actor                           |
| Freddy Quinn            | cantante                                  |
| Ernst Bader             | compositor                                |
| Robert Arthur Schönherr | actor                                     |
| Jan Fedder              | actor                                     |
| Lena-Marie Petersen     | cantante/modelo                           |
| Achim Reichel           | músico                                    |
| Hein Köllisch           | humorista                                 |
| Erwin Ross              | pintor, interiorista                      |
| Günter Zint             | fotógrafo                                 |
| Karl Heinxz Schwensen   | boxeador                                  |
| Domenica Niehoff        | prostituta                                |
| Clemens Schultz         | cura                                      |
| Holger Hanisch          | sin techo                                 |
| Salomon Heine           | empresario, banquero                      |
| Cornelius Littmann      | empresario, dueño del Schmidt Theater     |
| Ernst Drucker           | empresario, dueño del Sankt Pauli Theater |
| Volker Ippig            | futbolista y entrenador de futbol.        |

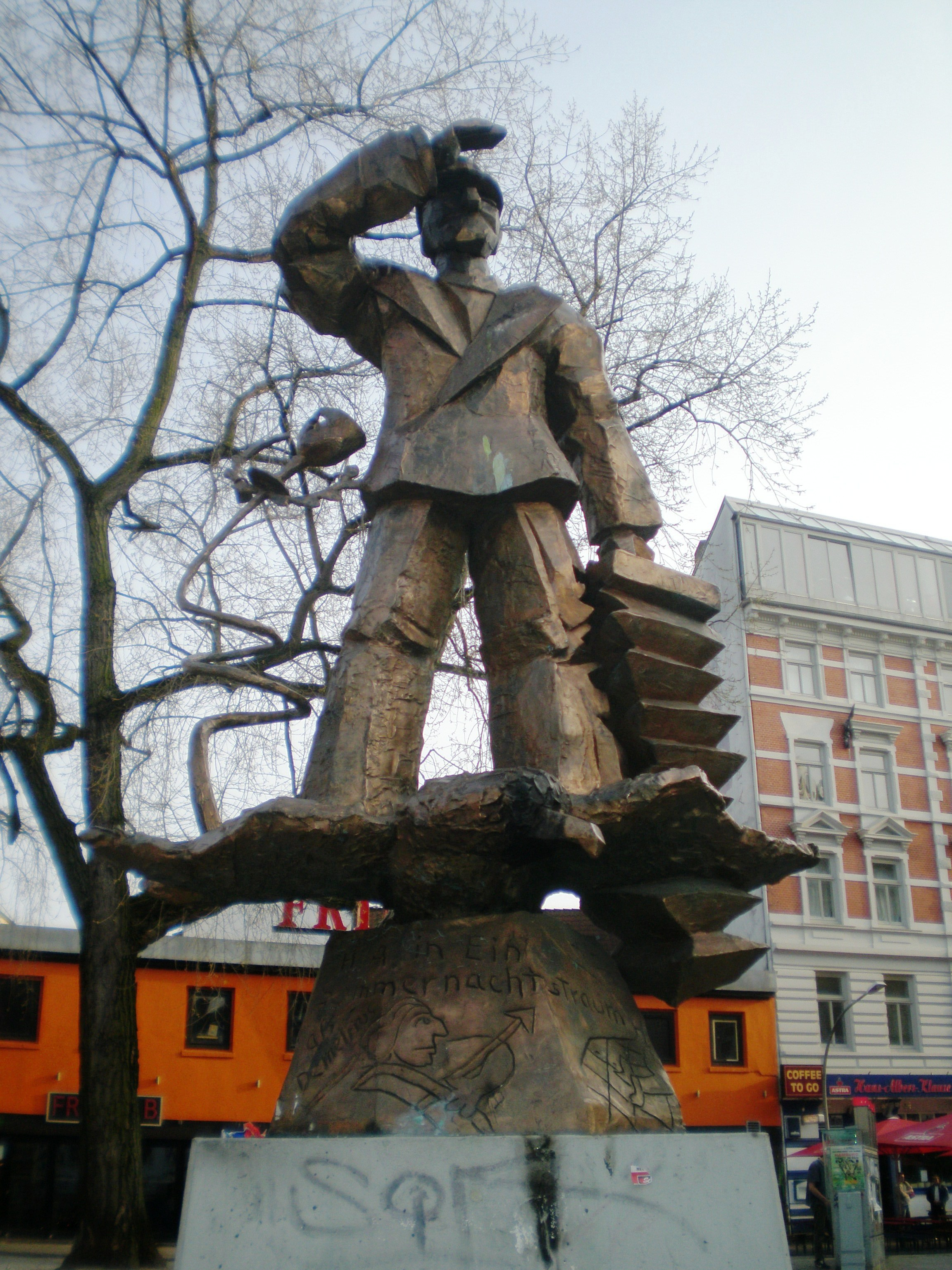
Estatua de Hans Albers en la Plaza Hans-Albers de San Pauli.

- Hans Albers cantó la famosa canción "Auf der Reeperbahn nachts um halb eins" (En la Reeperbahn a las doce y media de la noche) que rezaba <<Aquel que en una noche alegre no ha ido nunca de juerga a Reeperbahn es un pobre infeliz>> que se hizo famosa gracias al estreno de la película homónima en la que se contaba el libertinaje que existía en las calles de San Pauli.[47] Posteriormente, se convirtió en el himno de FC Sankt Pauli.
- Freddy Quinn es otro cantante alemán que se dio a conocer en el Washington Bar, bar al que dedica también una canción.
- Erwin Ross por otra parte también conocido como "Der Rubens von der Reeperbahn" (el Rubens de la Reeperbahn) reflejó con sus pinturas la vida de Sankt Pauli. Su pintura más conocida es la puerta de la entrada del Club die Ritze.
- El fotógrafo Günter Zint se dedicó a fotografiar la vida y la gente de Sankt Pauli, entre ellos a la famosa prostituta Domenica.
- Holger Hanisch por su parte se dedicó a ayudar a los más necesitados y fundó el CaFée mit Herz" (el CaFée con corazón) que es un "puerto social" para los más necesitados.

## Monumentos históricos

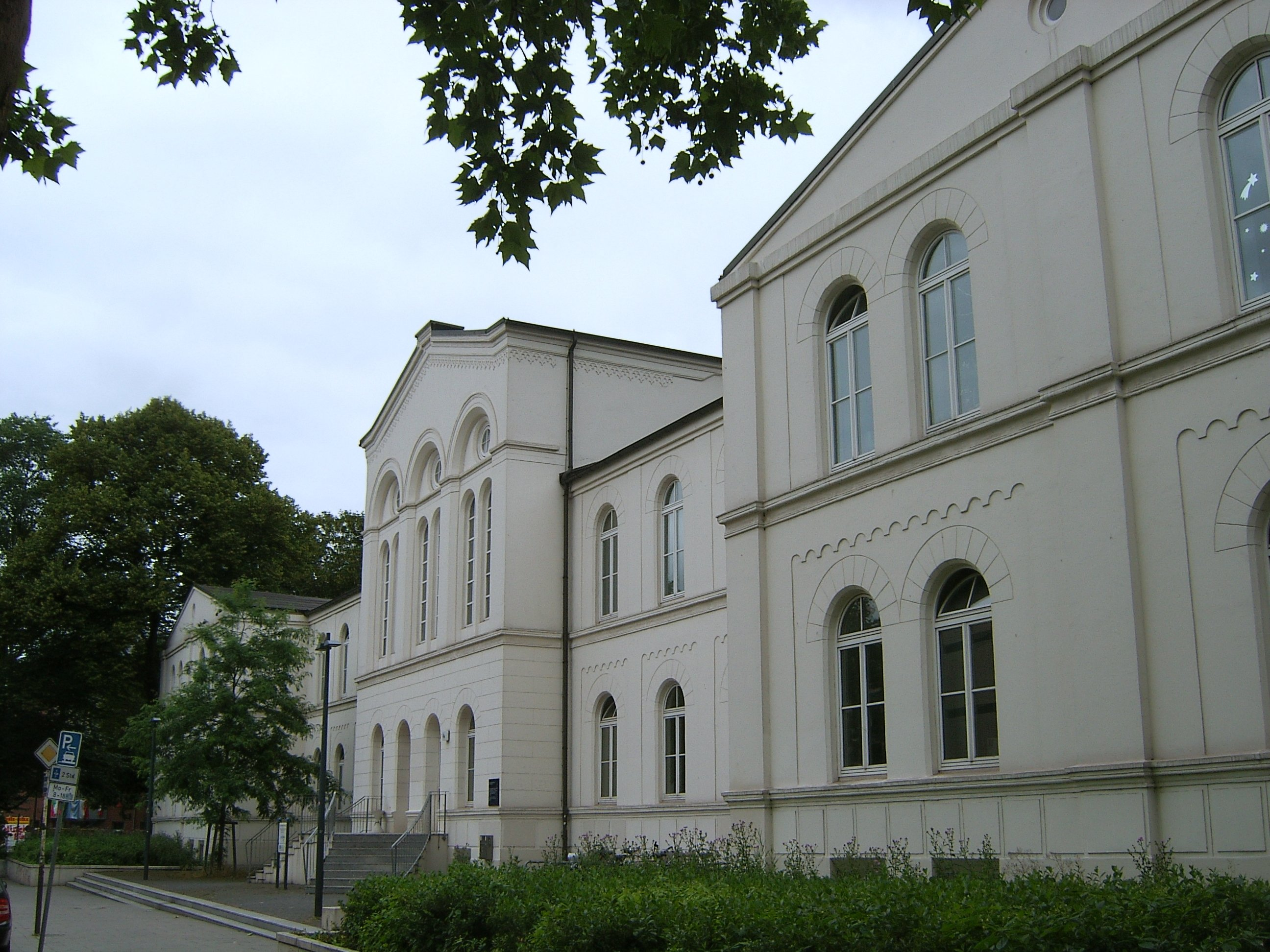
El hospital israelita.

- Landungsbrücken: Sankt Pauli Landungsbrücken es un embarcadero de donde salen barcos y barcazas. Muchos de ellos nos llevan a dar una vuelta por el río Elba y nos llevan a la isla Helgoland.
- Alte Elbtunnel: El viejo Elbtunnel fue inaugurado en 1911. Nos lleva en coche, en bicicleta o andando de un lado al otro del Elba. Fritz Trautwein, Fritz Leonhardt y Rafael Behn era los arquitectos.
- Monumento a Bismarck en Hamburgo
- Davidwache: La Davidwache es la famosa comisaría de Hamburgo. Se rodaron muchas películas en ella.
- Heinrich Hertz Turm: Es el pirulí de Hamburgo y el edificio más alto de la ciudad. La torre lleva el nombre por el físico Heinrich Hertz, nativo de Hamburgo.
- Sankt Josephskirche: La Sankt Josephs Kirche es una iglesia barroca del siglo XVIII. Está en la Großen Freiheit y fue vecina Star-Club. Por el barrio donde se encuentra está rodeada de discotecas, clubes y bares.
- Hamburger Messehallen: En los pabellones de la feria de Hamburgo, con una superficie de 7000 m² se realizan múltiples ferias de cualquier clase durante todo el año.
- Millerntor-Stadion El Millerntor-Stadion es el estadio de fútbol del FC St. Pauli ubicado en el Heiligengeistfeld. La bandera no oficial del FC St. Pauli es el Jolly Roger pirata.
- Hospital israelita: El hospital israelita fue un hospital hecho para la comunidad germano-judía. Fue una donación de Salomon Heine y construido por el arquitecto Heinrich Klees Wülbers.

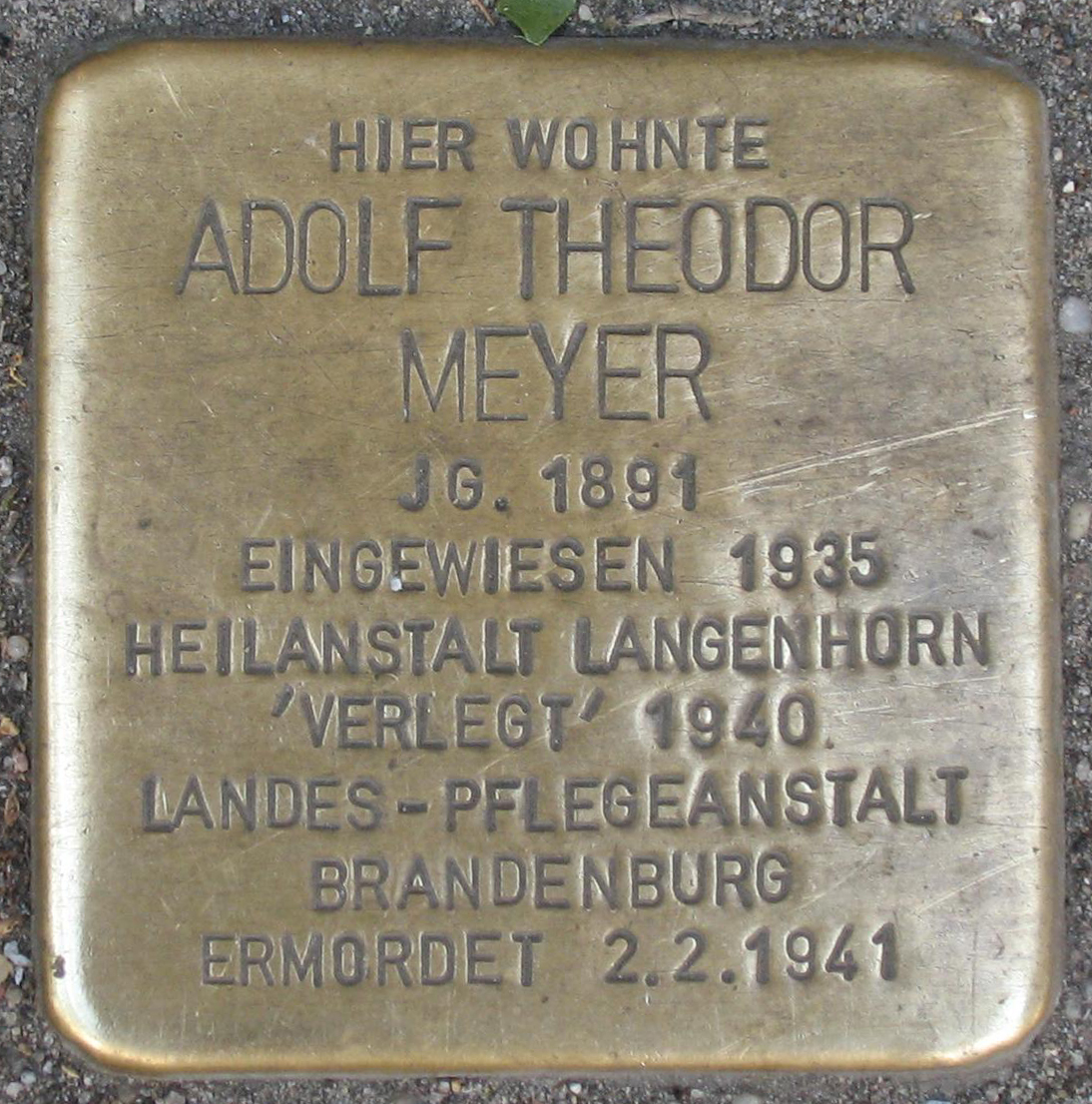
Stolperstein.

- Rote Flora
- Congres Centrum Hamburg (CCH)

### Otros lugares
- Fischmarkt
- Hamburger Dom
- Planten und Blomen
- Antonipark

## Deportes
El FC St. Pauli es el club de fútbol de este barrio hamburgués. Compite en la 1. Bundesliga, la primera categoría del fútbol nacional. Su estadio es el llamado Millerntor-Stadion, cuya capacidad ronda los 29 500 espectadores.